# NGC 548
NGC 548 este o galaxie eliptică situată în constelația Balena. A fost descoperită în 2 noiembrie 1867 de către George Mary Searle.